# Clasificación para la Copa Africana de Naciones Sub-23 de 2015
La Clasificación para la Copa Africana de Naciones Sub-23 de 2015, se inició el 24 de abril de 2015 y culminó el 2 de agosto del mismo año. Estos partidos también sirven como la primera etapa de la clasificación de la CAF para el torneo de fútbol masculino de los Juegos Olímpicos de Río de Janeiro 2016 de Brasil. La ronda final se realizó en Senegal en el año en mención. 

## Equipos participantes
De las 54 asociaciones de fútbol afiliadas a la CAF 26 participaron en el proceso clasificatorio. Al estar automáticamente clasificada por ser el país anfitrión la selección de Senegal no participó en el torneo clasificatorio. La República Democrática del Congo fue excluida por decisión de la CAF.
| Primera ronda                                                                          | Segunda ronda                                                     | Tercera ronda                                                    |
| -------------------------------------------------------------------------------------- | ----------------------------------------------------------------- | ---------------------------------------------------------------- |
| Libia Botsuana Ghana Guinea-Bisáu Ruanda Somalia Sierra Leona Kenia Liberia Mauritania | Malí Congo Sudán Túnez Camerún Uganda Zambia Suazilandia Zimbabue | Gabón Nigeria Costa de Marfil Sudáfrica Egipto Marruecos Argelia |

## Formato de competición
Todas las zonas se jugaron con un sistema de eliminación directa en una, dos y tres rondas.
En la Primera ronda los 12 equipos participantes formaron 6 series para competir en la ronda preliminar, los 6 ganadores clasificaron a la segunda ronda en la que formaron dos series, los ganadores obtuvieron los cupos de clasificación que otorgó esta zona.
En la Segunda ronda los 14 equipos participantes formaron 7 series para competir en la ronda preliminar, los 7 ganadores clasificaron a la tercera ronda en la que formaron dos series, los ganadores obtuvieron los cupos de clasificación que otorgó esta zona.
En la Tercera ronda los 14 equipos participantes formaron 7 series para competir en la ronda preliminar, los 7 ganadores clasificaron al Campeonato Preolímpico, los ganadores obtuvieron los cupos de clasificación que otorgó esta zona.
Todas las series de estas 3 rondas se jugaron con partidos de ida y vuelta, resultando ganador de cada serie el equipo que haya marcado más goles en ambos partidos, al final del segundo partido cuando los dos equipos tuvieron la misma cantidad de goles resultó ganador el equipo que haya marcado más goles en calidad de visitante. En caso de persistir el empate se definió al ganador directamente mediante tiros desde el punto penal, sin jugar tiempos extras.

### Calendario
| Ronda   | Vuelta | Fechas                    |
| ------- | ------ | ------------------------- |
| Primera | Ida    | 24 a 26 de abril          |
| Primera | Vuelta | 8 a 9 de mayo             |
| Segunda | Ida    | 22 a 24 de mayo           |
| Segunda | Vuelta | 29 a 31 de mayo           |
| Tercera | Ida    | 17 a 19 de julio          |
| Tercera | Vuelta | 31 de julio a 2 de agosto |

## Resultados

### Primera ronda
| Fechas                  | Local ida    | Clasifica como | Local vuelta | Ida   | Vuelta | Global |
| ----------------------- | ------------ | -------------- | ------------ | ----- | ------ | ------ |
| 26 de abril y 2 de mayo | Ghana        | Ganador 1      | Liberia      | 2 : 0 | 5 : 1  | 7 : 1  |
| 25 de abril y 9 de mayo | Guinea-Bisáu | Ganador 2      | Sierra Leona | -     | -      | w.o.   |
| 24 de abril y 8 de mayo | Libia        | Ganador 3      | Mauritania   | -     | -      | w.o.   |
| 24 de abril y 9 de mayo | Botsuana     | Ganador 4      | Kenia        | 3 : 0 | 1 : 4  | 4 : 4  |
| 25 de abril y 9 de mayo | Ruanda       | Ganador 5      | Somalia      | 2 : 0 | 1 : 1  | 3 : 1  |

| 26 de abril de 2015, 15:30 | Ghana                    | 2:0 (1:0) | Liberia | Estadio Tamale, Tamale                        |                                               |
|                            | Muhammed 28' · Ashia 65' | Reporte   |         | Árbitro(s): Benjamin Ekabatiem Ekabatiem Odey | Árbitro(s): Benjamin Ekabatiem Ekabatiem Odey |

| 2 de mayo de 2015, 15:30 | Liberia     | 1:5 (1:3) | Ghana                                                   | Estadio Tamale, Tamale                      |                                             |
|                          | Harmond 34' | Reporte   | Gadze 20' · Mensah 25' · Mohammed 39' 60' · Montari 77' | Árbitro(s): Antonio Manuel Fortes Rodrigues | Árbitro(s): Antonio Manuel Fortes Rodrigues |

| 25 de abril de 2015 | Guinea-Bisáu | Cancelado | Sierra Leona | TBD, TBD                      |                               |
|                     |              | Reporte   |              | Árbitro(s): Sekou Ahmed Toure | Árbitro(s): Sekou Ahmed Toure |

| 9 de mayo de 2015 | Sierra Leona | Cancelado | Guinea-Bisáu | TBD, TBD                   |                            |
|                   |              | Reporte   |              | Árbitro(s): Jerry S. Yekeh | Árbitro(s): Jerry S. Yekeh |

| 24 de abril de 2015 | Libia | Cancelado | Mauritania | TBD, TBD    |             |
|                     |       | Reporte   |            | Árbitro(s): | Árbitro(s): |

| 8 de mayo de 2015 | Mauritania | Cancelado | Libia | TBD, TBD    |             |
|                   |            | Reporte   |       | Árbitro(s): | Árbitro(s): |

| 24 de abril de 2015, 19:30 | Botsuana                        | 3:0 (0:0) | Kenia | Estadio Lobatse, Lobatse    |                             |
|                            | Kebatho 66' 86' · Makgantai 67' | Reporte   |       | Árbitro(s): Norman Matemera | Árbitro(s): Norman Matemera |

| 9 de mayo de 2015, 16:00 | Kenia                             | 4:1 (2:1) | Botsuana    | Estadio Nacional Nyayo, Nairobi        |                                        |
|                          | Olunga 19' 36' 90' · Ndirangu 78' | Reporte   | Kebatho 22' | Árbitro(s): Abdoul Karim Twagiramukiza | Árbitro(s): Abdoul Karim Twagiramukiza |

| 25 de abril de 2015, 15:30 | Ruanda                     | 2:0 (1:0) | Somalia | Estadio Amahoro, Kigali         |                                 |
|                            | Mukunzi 17' · Muhire 90+2' | Reporte   |         | Árbitro(s): Waziri Sheha Waziri | Árbitro(s): Waziri Sheha Waziri |

| 9 de mayo de 2015, 15:30 | Somalia      | 1:1 (0:1) | Ruanda   | Centro Deportivo Internacional Moi, Nairobi |                                  |
|                          | Mohammed 90' | Reporte   | Isaie 4' | Árbitro(s): Gait Metodious Oting            | Árbitro(s): Gait Metodious Oting |

### Segunda ronda
| Fechas          | Local ida    | Clasifica como | Local vuelta | Ida   | Vuelta | Global         |
| --------------- | ------------ | -------------- | ------------ | ----- | ------ | -------------- |
| 23 y 31 de mayo | Ghana        | Ganador 6      | Congo        | 1 : 0 | 0 : 1  | 1 : 1 (4:5 p.) |
| 24 y 30 de mayo | Sierra Leona | Ganador 7      | Camerún      | 0 : 0 | 1 : 1  | 1 : 1          |
| 23 y 30 de mayo | Mauritania   | Ganador 8      | Malí         | 1 : 1 | 1 : 3  | 2 : 4          |
| 22 y 31 de mayo | Botsuana     | Ganador 9      | Zambia       | 1 : 1 | 0 : 2  | 1 : 3          |
| 23 y 30 de mayo | Ruanda       | Ganador 10     | Uganda       | 1 : 2 | 0 : 2  | 1 : 4          |
| 24 y 31 de mayo | Zimbabue     | Ganador 11     | Suazilandia  | 0 : 0 | 2 : 2  | 2 : 2          |
| 23 y 31 de mayo | Túnez        | Ganador 12     | Sudán        | 1 : 0 | 2 : 0  | 3 : 0          |

| 23 de mayo de 2015, 15:00 | Ghana        | 1:0 (1:0) | Congo | Estadio Ohene Djan, Acra   |                            |
|                           | E. Andoh 44' | Reporte   |       | Árbitro(s): Abou Coulibaly | Árbitro(s): Abou Coulibaly |

| 31 de mayo de 2015, 15:30 | Congo           | 1:0 (1:0) (5:4 p.) | Ghana | Estadio Municipal, Pointe-Noire           |                                           |
|                           | S. Ganvoula 26' | Reporte            |       | Árbitro(s): Henry Duvalier Mouandjo Kalla | Árbitro(s): Henry Duvalier Mouandjo Kalla |

| 24 de mayo de 2015, 16:00 | Sierra Leona | 0:0     | Camerún | Estadio Ahmadou Ahidjo, Yaundé |                         |
|                           |              | Reporte |         | Árbitro(s): Omar Sallah        | Árbitro(s): Omar Sallah |

| 30 de mayo de 2015, 15:00 | Camerún       | 1:1 (1:0) | Sierra Leona         | Estadio Ahmadou Ahidjo, Yaundé |                          |
|                           | J. Minala 33' | Reporte   | S. Barrie 90' (pen.) | Árbitro(s): Idriss Biani       | Árbitro(s): Idriss Biani |

| 23 de mayo de 2015, 17:00 | Mauritania   | 1:1 (0:0) | Malí                | Estadio Olímpico de Nuakchot, Nuakchot |                         |
|                           | M. Niass 63' | Reporte   | A. Niane 88' (pen.) | Árbitro(s): Adil Zourak                | Árbitro(s): Adil Zourak |

| 30 de mayo de 2015, 17:00 | Malí                                  | 3:1 (1:0) | Mauritania    | Estadio Polideportivo Modibo Keïta, Bamako |                       |
|                           | A. Niane 3' 88' (pen.) · M. Cissé 69' | Reporte   | B. Bagili 53' | Árbitro(s): Baba Leno                      | Árbitro(s): Baba Leno |

| 22 de mayo de 2015, 19:30 | Botsuana      | 1:1 (0:1) | Zambia        | Estadio Lobatse, Lobatse    |                             |
|                           | U. Mbaiwa 67' | Reporte   | J. Chirwa 13' | Árbitro(s): Patrick Ngoleka | Árbitro(s): Patrick Ngoleka |

| 31 de mayo de 2015, 15:00 | Zambia                           | 2:0 (0:0) | Botsuana | Estadio Nkoloma, Lusaka        |                                |
|                           | R. Kampamba 47' · K. Mubanga 55' | Reporte   |          | Árbitro(s): José María Rachide | Árbitro(s): José María Rachide |

| 23 de mayo de 2015, 15:30 | Ruanda        | 1:2 (0:1) | Uganda                       | Estadio Amahoro, Kigali            |                                    |
|                           | D. Nshuti 61' | Reporte   | F. Miya 10' · M. Mutyaba 70' | Árbitro(s): Souleiman Ahmed Djamal | Árbitro(s): Souleiman Ahmed Djamal |

| 30 de mayo de 2015, 16:00 | Uganda                       | 2:0 (0:0) | Ruanda | Estadio Nakivubo, Kampala       |                                 |
|                           | J. Ssemazi 61' · F. Miya 64' | Reporte   |        | Árbitro(s): Sabri Mohamed Fadul | Árbitro(s): Sabri Mohamed Fadul |

| 24 de mayo de 2015, 15:00 | Zimbabue | 0:0     | Suazilandia | Estadio Rufaro, Harare       |                              |
|                           |          | Reporte |             | Árbitro(s): Ganesh Chutooree | Árbitro(s): Ganesh Chutooree |

| 31 de mayo de 2015, 15:00 | Suazilandia                             | 2:2 (1:0) | Zimbabue                                   | Estadio Nacional Somhlolo, Lobamba           |                                              |
|                           | M. Mkhontfo 40' (pen.) · M. Dlamini 60' | Reporte   | P. Kadewere 56' · R. Pfumbidzai 80' (pen.) | Árbitro(s): Andofetra Avombitana Rakotojaona | Árbitro(s): Andofetra Avombitana Rakotojaona |

| 23 de mayo de 2015, 18:00 | Túnez         | 1:0 (0:0) | Sudán | Estadio Olímpico de Radès, Radès      |                                       |
|                           | S. Kchouk 89' | Reporte   |       | Árbitro(s): Pacifique Ndabihawenimana | Árbitro(s): Pacifique Ndabihawenimana |

| 31 de mayo de 2015, 16:45 | Sudán | 0:2 (0:1) | Túnez                           | Estadio El Obeid, Al-Ubayyid              |                                           |
|                           |       | Reporte   | G. Chaâlali 23' · Y. Meriah 66' | Árbitro(s): Mohamed Abd Elmenem El Hanafy | Árbitro(s): Mohamed Abd Elmenem El Hanafy |

### Tercera ronda
| Fechas                    | Local ida       | Global         | Local vuelta | Ida   | Vuelta |
| ------------------------- | --------------- | -------------- | ------------ | ----- | ------ |
| 19 de julio y 2 de agosto | Nigeria         | 2 : 1          | Congo        | 2 : 1 | 0 : 0  |
| 19 y 25 de julio          | Argelia         | 2 : 0          | Sierra Leona | 2 : 0 | 0 : 0  |
| 18 de julio y 2 de agosto | Gabón           | 0 : 3          | Malí         | 0 : 1 | 0 : 2  |
| 18 de julio y 1 de agosto | Costa de Marfil | 0 : 0 (3:4 p.) | Zambia       | 0 : 0 | 0 : 0  |
| 18 de julio y 1 de agosto | Egipto          | 6 : 1          | Uganda       | 4 : 0 | 2 : 1  |
| 19 de julio y 1 de agosto | Zimbabue        | 1 : 4          | Sudáfrica    | 1 : 1 | 0 : 3  |
| 19 de julio y 2 de agosto | Marruecos       | 1 : 2          | Túnez        | 1 : 0 | 0 : 2  |

| 19 de julio de 2015, 16:00 | Nigeria          | 2:1 (0:0) | Congo           | Estadio Adokiye Amiesimaka, Port Harcourt |                            |
|                            | J. Ajayi 48' 54' | Reporte   | M. Nkounkou 66' | Árbitro(s): Anthony Ogwayo                | Árbitro(s): Anthony Ogwayo |

| 2 de agosto de 2015, 15:30 | Congo | 0:0     | Nigeria | Estadio Municipal, Pointe-Noire |                             |
|                            |       | Reporte |         | Árbitro(s): Mohamed Maarouf     | Árbitro(s): Mohamed Maarouf |

| 19 de julio de 2015, 20:45 | Argelia            | 2:0 (2:0) | Sierra Leona | Estadio Mustapha Tchaker, Blida |                                |
|                            | A. Amokrane 8' 21' | Reporte   |              | Árbitro(s): Wahid Tamuni Salah  | Árbitro(s): Wahid Tamuni Salah |

| 25 de julio de 2015, 20:45 | Sierra Leona | 0:0     | Argelia | Estadio Mustapha Tchaker, Blida |                          |
|                            |              | Reporte |         | Árbitro(s): Daouda Gueye        | Árbitro(s): Daouda Gueye |

| 18 de julio de 2015, 15:30 | Gabón | 0:1 (0:0) | Malí         | Estadio Augustin Monédan de Sibang, Libreville |                                       |
|                            |       | Reporte   | A. Niane 77' | Árbitro(s): Jean-Jacques Ndala Ngambo          | Árbitro(s): Jean-Jacques Ndala Ngambo |

| 2 de agosto de 2015, 17:00 | Malí                                  | 2:0 (0:0) | Gabón | Estadio Polideportivo Modibo Keïta, Bamako |                              |
|                            | K. Mboudou 68' (a.g.) · A. Traoré 89' | Reporte   |       | Árbitro(s): Mustapha Ghorbal               | Árbitro(s): Mustapha Ghorbal |

| 18 de julio de 2015, 15:00 | Costa de Marfil | 0:0     | Zambia | Estadio Robert Champroux, Abiyán |                               |
|                            |                 | Reporte |        | Árbitro(s): Boukari Ouedraogo    | Árbitro(s): Boukari Ouedraogo |

| 1 de agosto de 2015, 15:00 | Zambia                                                                            | 0:0 (4:3 p.)               | Costa de Marfil                                                                         | Estadio Nkoloma, Lusaka      |                              |
|                            |                                                                                   | Reporte                    |                                                                                         | Árbitro(s): Tirelo Mositwane | Árbitro(s): Tirelo Mositwane |
|                            |                                                                                   | Tiros desde el punto penal |                                                                                         |                              |                              |
|                            | J. Chirwa · R. Kampamba · B. Chepeshi · B. Sakala · C. Zulu · S. Sakala · P. Daka |                            | F. Kessié · R. Assalé · A. Diarra · S. Coulibaly · D. Maiga · J. Ahoulou · Y. N'Guessan |                              |                              |

| 18 de julio de 2015, 19:15 | Egipto                                         | 4:0 (1:0) | Uganda | Estadio Borg El Arab, Alexandría                              |                                                               |
|                            | M. Salem 7' · Kahraba 68' 90+2' · R. Sobhi 79' | Reporte   |        | Asistencia: 1000 espectadores Árbitro(s): Hassan Mohamed Hagi | Asistencia: 1000 espectadores Árbitro(s): Hassan Mohamed Hagi |

| 1 de agosto de 2015, 16:00 | Uganda      | 1:2 (0:1) | Egipto          | Estadio Nacional Nelson Mandela, Kampala |                                  |
|                            | F. Miya 77' | Reporte   | Kahraba 18' 56' | Árbitro(s): Jean Marc Ganamandji         | Árbitro(s): Jean Marc Ganamandji |

| 19 de julio de 2015, 15:00 | Zimbabue      | 1:1 (0:0) | Sudáfrica    | Estadio Rufaro, Harare      |                             |
|                            | W. Musona 84' | Reporte   | K. Dolly 66' | Árbitro(s): Stanley Hachiwa | Árbitro(s): Stanley Hachiwa |

| 1 de agosto de 2015, 20:15 | Sudáfrica                      | 3:0 (2:0) | Zimbabue | Estadio Harry Gwala, Pietermaritzburg |                                      |
|                            | K. Dolly 2' 90' · G. Motupa 9' | Reporte   |          | Árbitro(s): Simanga Pritchard Nhleko  | Árbitro(s): Simanga Pritchard Nhleko |

| 19 de julio de 2015, 18:00 | Marruecos               | 1:0 (1:0) | Túnez | Estadio de FUS, Rabat   |                         |
|                            | A. Bencharki 45' (pen.) | Reporte   |       | Árbitro(s): Fidel Gomes | Árbitro(s): Fidel Gomes |

| 2 de agosto de 2015, 18:00 | Túnez                          | 2:0 (0:0) | Marruecos | Estadio Olímpico de Radès, Radès |                            |
|                            | E. Rejaibi 57' · H. Jouini 63' | Reporte   |           | Árbitro(s): Mohamed Hamada       | Árbitro(s): Mohamed Hamada |

## Goleadores
| Jugador         | Equipo    | Goles |
| --------------- | --------- | ----- |
| Kahraba         | Egipto    | 4     |
| Adama Niane     | Malí      | 4     |
| Omaatla Kebatho | Botsuana  | 3     |
| Dauda Mohammed  | Ghana     | 3     |
| Michael Olunga  | Kenia     | 3     |
| Keagan Dolly    | Sudáfrica | 3     |
| Faruku Miya     | Uganda    | 3     |

## Clasificados a la Copa Africana de Naciones Sub-23 de 2015
| Bandera de Senegal | Bandera de Nigeria | Bandera de Argelia | Bandera de Mali |
| Senegal Anfitrión  | Nigeria            | Argelia            | Malí            |
| ------------------ | ------------------ | ------------------ | --------------- |

| Bandera de Zambia | Bandera de Egipto | Bandera de Sudáfrica | Bandera de Túnez |
| Zambia            | Egipto            | Sudáfrica            | Túnez            |
| ----------------- | ----------------- | -------------------- | ---------------- |